# Joe Nathan
Joseph Michael Nathan, detto Joe (Houston, 22 novembre 1974), è un giocatore di baseball statunitense.

## Minor League
Nathan fu scelto al 6º giro del draft amatoriale del 1995 dai San Francisco Giants come 159a scelta. Iniziò nel 1997 nella Northwest League singolo A breve stagione con i Salem-Keizer Volcanoes finendo con 2 vittorie e una sconfitta, 2.47 di ERA e 2 salvezze su 2 opportunità in 18 partite di cui 5 da partente (62.0 inning). Nel 1998 giocò in due squadre finendo con 9 vittorie e altrettante sconfitte, 3.93 di ERA in 26 partite tutte da partente (137.1 inning).
Nel 1999 giocò con due squadre finendo con 6 vittorie e 5 sconfitte, 4.32 di ERA in 15 partite tutte da partente con un incontro giocato interamente (83.1 inning). Nel 2000 giocò con tre squadre finendo con una vittoria e 3 sconfitte, 4.38 di ERA in 5 partite tutte da partente (24.2 inning).
Nel 2001 giocò con due squadre finendo con 3 vittorie e 11 sconfitte, 7.29 di ERA in 31 partite di cui 17 da partente (108.2 inning). Nel 2002 giocò nella Pacific Coast League triplo A con i Fresno Grizzlies finendo con 6 vittorie e 12 sconfitte, 5.60 di ERA in 31 partite di cui 25 da partente con un incontro giocato interamente (146.1 inning).
Nel 2011 giocò nella International League triplo A con i Rochester Red Wings finendo con 0.00 di ERA in 3 partite di cui una da partente (3.0 inning).

## Major League

### San Francisco Giants (1999-2003)
Debuttò nella MLB il 21 aprile del 1999 contro i Florida Marlins. Chiuse la sua prima stagione da professionista con 7 vittorie e 4 sconfitte, 4.18 di ERA, una salvezza su una opportunità e .243 alla battuta contro di lui in 19 partite di cui 14 da partente (90.1 inning), guadagnado 200.000$. Nel 2000 firmò per 225.000$ finendo con 5 vittorie e 2 sconfitte, 5.21 di ERA, nessuna salvezza su una opportunità e .255 alla battuta contro di lui in 20 partite di cui 15 da partente (93.1 inning).
Nel 2002 finì con 0.00 di ERA e .083 alla battuta contro di lui in 4 partite (3.2 inning). Nel 2003 firmò per 300.000$ finendo con 12 vittorie e 4 sconfitte, 2.96 di ERA, nessuna salvezza su 3 opportunità, 19 hold (7° nella National League) e .186 alla battuta contro di lui in 78 partite (5° nella NL]) (79.0 inning).

### Minnesota Twins (2004-2011)
Il 14 novembre 2003 venne preso dai Giants insieme a Boof Bonser e Francisco Liriano in scambio di soldi e A.J. Pierzynski, firmando il 5 marzo 2004 un contratto di due anni per un totale di 2,54 milioni di dollari. Terminò con una vittoria e 2 sconfitte, 1.62 di ERA, 44 salvezze (3° nella American League) su 47 opportunità e .187 alla battuta contro di lui in 73 partite (10° nella NL) (72.1 inning). Il 4 marzo 2005 firmò un contratto biennale per un totale di 10 milioni di dollari. Finì con 7 vittorie e 4 sconfitte, 2.70 di ERA, 43 salvezze (3° nella AL) su 48 opportunità e .183 alla battuta contro di lui in 69 partite (70.0 inning).
Nel 2006 finì con 7 vittorie e nessuna sconfitta, 1.58 di ERA, 36 salvezze (6° nella AL) su 38 opportunità e .158 alla battuta contro di lui in 64 partite (68.1 inning). Nel 2007 firmò per 5,25 milioni di dollari finendo con 4 vittorie e 2 sconfitte, 1.88 di ERA, 37 salvezze (6° nella AL) su 41 opportunità e .209 alla battuta contro di lui in 68 partite (71.2 inning).
Il 24 marzo 2008 firmò un contratto quadriennale per un totale di 47 milioni di dollari. Terminò il 2008 con una vittoria e 2 sconfitte, 1.33 di ERA, 39 salvezze (4° nella AL) su 45 opportunità e .179 alla battuta contro di lui in 68 partite (67.2 inning). Nel 2009 finì con 2 vittorie e 2 sconfitte, 2.10 di ERA, 47 salvezze (2° nella AL) su 52 opportunità e .171 alla battuta contro di lui in 70 partite (68.2 inning).
Nel 2011 finì con 2 vittorie e una sconfitta, 4.84 di ERA, 14 salvezze su 17 opportunità e .222 alla battuta in 48 partite (44.2 inning). Il 30 ottobre 2011 divenne per la prima volta free agent.

### Texas Rangers (2012-2013)
Il 22 novembre 2011 firmò un contratto biennale per un totale di 14 milioni di dollari con i Texas Rangers. Terminò il 2012 con 3 vittorie e 5 sconfitte, 2.80 di ERA, 37 salvezze (5° nella AL) su 40 opportunità e .231 alla battuta contro di lui in 66 partite (64.1 inning). Nel 2013 finì con 6 vittorie e 2 sconfitte, 1.39 di ERA, 43 salvezza (4° nella AL) su 46 opportunità e .162 alla battuta contro di lui in 67 partite (64.2 inning). Il 1º novembre 2013 divenne free agent.
Il 3 dicembre 2013 firmò un contratto biennale per un totale di 20 milioni di dollari per i Detroit Tigers.

## Nazionale
Con la nazionale di baseball degli Stati Uniti d'America ha disputato il World Baseball Classic 2006.

## Stili di lancio
Nathan attualmente effettua 5 tipi di lanci:
- Prevalentemente una Fourseam fastball (92 miglia orarie di media) e una Slider (86 mph di media)
- Qualchevolta una Sinker (92 mph di media), una Curve (80 mph di media)
- Raramente una Change (86 mph di media).

## Titoli
- (1) Championship della National League (2002) con i San Francisco Giants

## Premi
- (6) All-Star (2004, 2005, 2008, 2009, 2012, 2013)
- (4) DHL Delivery Man del mese (luglio 2006, luglio 2008, giugno 2009, giugno 2013)
- (2) Giocatore della settimana della American League (16/05/2004,3/07/2005)
- (2) Twins Joseph W. Haynes Pitcher of the Year Award (2008, 2009)
- Twins Good Guy Award (2008).

### Numeri di maglia indossati
- nº 36 con i San Francisco Giants (1999-2003)
- n° 36 con i Minnesota Twins (2004-2011)
- n° 36 con i Texas Rangers (2012-2013)
- n° 36 con i Detroit Tigers (2014-).